# Le Bois-Hellain
Le Bois-Hellain ist eine französische Gemeinde mit 210 Einwohnern (Stand: 1. Januar 2022) im Département Eure in der Region Normandie (vor 2016 Haute-Normandie). Sie gehört zum Arrondissement Bernay und zum Kanton Beuzeville. 

## Geographie
Le Bois-Hellain liegt etwa 32 Kilometer nordnordwestlich von Bernay im Pays d’Auge.

### Nachbargemeinden
Umgeben ist Le Bois-Hellain von den Nachbargemeinden Martainville im Norden, La Chapelle-Bayvel im Osten und Süden, Saint-Pierre-de-Cormeilles im Süden und Südwesten sowie Bonneville-la-Louvet im Westen.

## Bevölkerungsentwicklung
| 1962                       | 1968 | 1975 | 1982 | 1990 | 1999 | 2006 | 2019 |
| -------------------------- | ---- | ---- | ---- | ---- | ---- | ---- | ---- |
| 147                        | 113  | 111  | 102  | 147  | 158  | 213  | 215  |
| Quellen: Cassini und INSEE |      |      |      |      |      |      |      |

## Sehenswürdigkeiten
- Kirche Notre-Dame aus dem 13./14. Jahrhundert
- Pfarrhaus aus dem 18. Jahrhundert
- Herrenhaus La Tranchardière aus dem 16./17. Jahrhundert

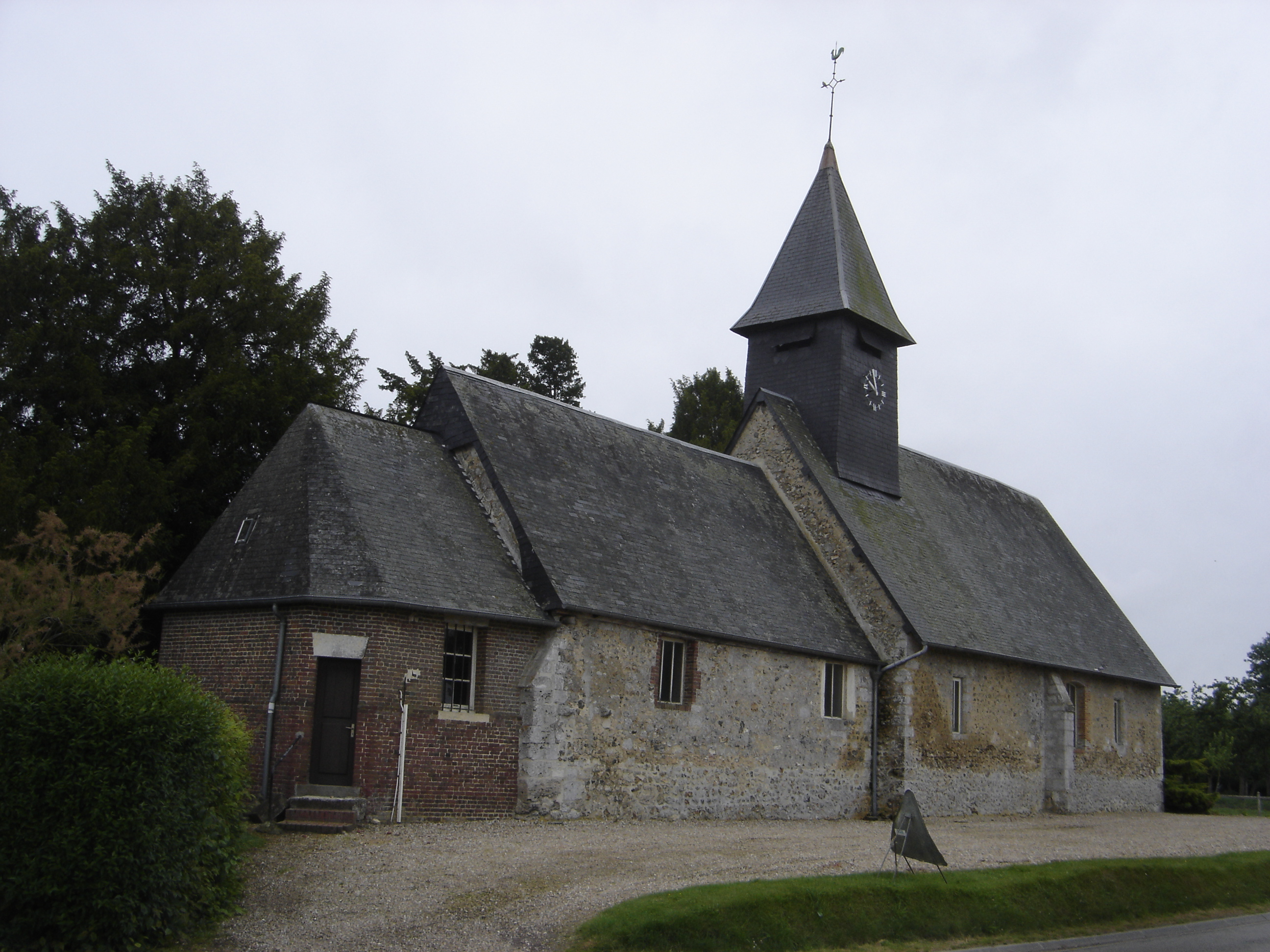
Kirche Notre-Dame